# تا سریراتانا
تا سریراتانا (انگلیسی: Ta Sriratana؛ زادهٔ ۱۹۳۹)  بازیکن بسکتبال اهل تایلند است. وی در بازی‌های المپیک تابستانی ۱۹۵۶ شرکت کرده‌است.